# 克雷森特嶺村 (加利福尼亞州)
克雷森特嶺村（英語：Crescent Ridge Village）是位於美國加利福尼亞州埃爾多拉多縣的一個非建制地區。該地的面積和人口皆未知。

## 地理
克雷森特嶺村的座標為38°39′12″N 121°04′44″W / 38.65333°N 121.07889°W，而該地的平均海拔高度為216米（即709英尺）。